# Gabriella Brum
Pour les articles homonymes, voir Brum.
Gabriella Brum, née le 22 mars 1962 à Berlin, est un ancien mannequin allemand, connu pour avoir remporté l'élection de Miss Monde en 1980.

## Biographie
Élue Miss Monde 1980, elle démissionne de son titre dix-huit heures après le sacre, renonçant à cause de la pression médiatique ; Gabriella a, en effet, posé pour Playboy. Elle travaille comme modèle à Los Angeles depuis quelques années.
C'est la première dauphine Kimberley Santos qui la remplace, venant du Guam.